# 이토 가나코
이토 가나코(일본어: 伊藤 香菜子, 1983년 7월 20일 ~ )는 일본의 여자 축구 선수이다.

## 국가대표팀 경력
그녀는 2001년 8월 5일 중국과의 경기에서 일본 국가대표팀에 데뷔했다. 2001년 AFC 여자 축구 선수권 대회 준우승, 2002년 아시안 게임 동메달 획득에 기여. 그녀는 2012년까지 국제 A매치 13경기에 출전, 3득점을 넣었다.

## 통계
| 일본 | 일본 | 일본 |
| 연도 | 출전 | 득점 |
| ---- | ---- | ---- |
| 2001 | 6    | 2    |
| 2002 | 3    | 0    |
| 2003 | 0    | 0    |
| 2004 | 0    | 0    |
| 2005 | 0    | 0    |
| 2006 | 0    | 0    |
| 2007 | 1    | 1    |
| 2008 | 0    | 0    |
| 2009 | 0    | 0    |
| 2010 | 0    | 0    |
| 2011 | 0    | 0    |
| 2012 | 3    | 0    |
| 통산 | 13   | 3    |